# Калмунай-2A
Грама Ніладхарі Калмунай-2A (№ KP/61/8) — Грама Ніладхарі підрозділу ОС Калмунай-Таміл, округ Ампара, Східна провінція, Шрі-Ланка.

## Демографія
| Населення (2007) | Населення (2007) | Населення (2007) | Населення (2007) | Населення (2007) |
| Населення        | Чоловіки         | Жінки            | Діти             | Дорослі          |
| ---------------- | ---------------- | ---------------- | ---------------- | ---------------- |
| 805              | 392              | 413              | 228              | 577              |